# Madhabhavi, Mudhol
Madhabhavi là một làng thuộc tehsil Mudhol, huyện Bagalkot, bang Karnataka, Ấn Độ.